# Tour poudrière de Lviv
Le tour poudrière (en ukrainien : Порохова вежа) est le reste d'un système de fortifications incluant un musée  situé à Lviv, en Ukraine au 4 de la Rue Pidvalna. C'est aussi un monument classé et un bâtiment d'intérêt national N°336.

## Historique
La forteresse qui ceignait Lviv a en grande partie disparue, il reste cette tour du XVIe siècle qui faisait face à l'est. Bâtie sur trois niveaux, le sommet avec ses mâchicoulis à disparu.

## Musée
Depuis 2018 elle abrite la maison des architectes et est un centre d'urbanisme de la ville.

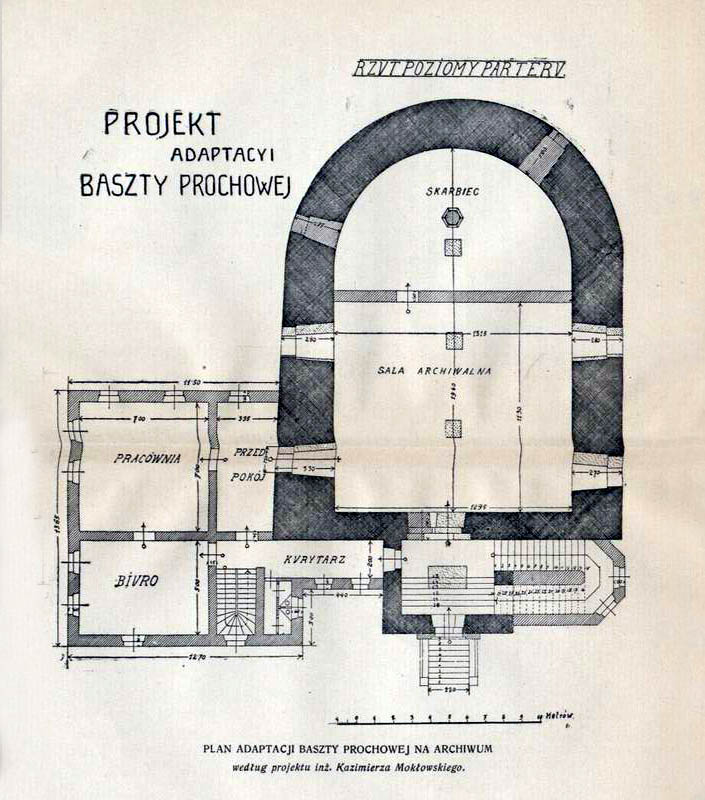
Plan du premier étage.